# Université numérique ingénierie et technologie
L'université numérique ingénierie et technologie (ou UNIT) est l'une des sept universités numériques thématiques nationales (UNT), créées à l'initiative d'universités, de grandes écoles et du ministère chargé de l’Enseignement supérieur. UNIT a été créée par le Professeur Gilbert Touzot sous la forme d'une association puis d'une Fondation partenariale.

## Un consortium ouvert
La Fondation UNIT anime une communauté d'acteurs publics  et privés de la formation supérieure en sciences de l’ingénieur, technologies et sciences appliquées et vise à promouvoir des projets autour des usages du numérique pour la formation. L'ambition est la valorisation des ressources numériques existantes et la mise en commun d'outils et expériences innovants. Ce réseau d'universités et de grandes écoles d'ingénieurs représente à ce jour une soixantaine de partenaires universitaires et s'ouvre progressivement sur le monde des entreprises et sur l’international, notamment au travers du projet e-OMED de création d'un Espace Numérique ouvert pour la Méditerranée, associant des établissements d’une quinzaine de pays.

## La promotion des TICE dans les sciences de l'ingénieur
UNIT propose aux étudiants et aux enseignants des sciences de l'ingénieur en France le libre accès à des collections de ressources pédagogiques. L'objectif recherché est d'améliorer la qualité des enseignements dispensés dans les établissements et de favoriser la réussite dans les formations aux métiers d'ingénieur et de technicien.
UNIT n’est pas une université « classique » puisqu'elle ne propose ni cursus de formation ni ne délivre de diplôme. La vie d'UNIT est organisée autour de projets pédagogiques menés par des acteurs de la communauté universitaire. Dans le cadre d'appels à projet annuels, les établissements partenaires sont invités à proposer des initiatives visant la mutualisation, la réalisation et la diffusion de contenus pédagogiques numériques en sciences de l'ingénieur et en ingénierie. Cette activité se prolonge dans des actions de formation ou d'accompagnement, dans le partage d'outils de diffusion d’information ainsi que dans des actions de communication.

## Une bibliothèque libre de ressources numériques
UNIT est une bibliothèque numérique visant une large diffusion sur Internet de ressources pédagogiques numériques capables de renforcer la qualité et la visibilité des formations offertes par la communauté et plus globalement, de valoriser les outils et les cursus français sur le Web mondial. Elle s’appuie sur un réseau de portails communicants construit autour d'une solution de gestion de bibliothèque numérique : le logiciel libre ORI-OAI. Cet outil de référencement et d'indexation fonctionne sur le protocole de communication OAI-PMH, rendant ainsi possible le partage et l'échange de ressources numériques.
UNIT donne aujourd'hui librement accès à un catalogue interactif d'environ 1 500 ressources numériques pédagogiques couvrant tous les grands domaines disciplinaires des sciences de l'ingénieur et des technologies : ingénierie de l'environnement, énergétique, mécanique, science des matériaux, génie des procédés, automatique, électronique, électricité et électrotechnique, modélisation et simulation, informatique, télécommunications, optique…
La bibliothèque numérique UNIT représente, pour le corpus des sciences de l'ingénierie et de la technologie, un mode d’accès sélectif aux ressources pédagogiques largement complémentaire des moteurs de recherche généralistes. Étant donné la profusion et l'hétérogénéité des résultats de recherche, à chaque requête dans un des grands moteurs du Web, c'est un positionnement alternatif qui s'appuie sur la qualité des contenus d'enseignements mis à disposition.

### Universités numériques thématiques
Les six autres universités numériques thématiques :
- UNF3S : Université numérique francophone des sciences de la santé et du sport
- UNJF : Université numérique juridique francophone
- UNISCIEL : Université des sciences en ligne
- AUNEGE : Association des universités pour l'enseignement numérique en économie et gestion
- UVED : Université virtuelle environnement et développement durable
- UOH : Université ouverte des Humanités